# Mlad mesec (roman)
Mlad mesec (енгл. New Moon) je drugi roman iz serijala romana Sumrak američke književnice Stefani Majer. On govori o ljubavi između vampira Edvarda Kalena i smrtne djevojke Izabele "Bela" Svon. Prvi put je izdat u tvrdim koricama u SAD-u na engleskom jeziku 9. septembra 2006. godine. Prethodna knjiga ovoga serijala je Sumrak.

## Radnja
Nakon što se u prvoj knjizi Bela Svon zaljubila u Edvarda Kalena, najljepšeg učenika mjesne gimnazije, u drugoj knjizi lijepa Bela navršava 18 i time postaje starija od Edvardovih vječnih 17. Ubrzo nakon rastanka s Edvardom, Bela se sve više i više viđa s Džejkobom Blekom. Ali i on je nakon nekoliko mjeseci prestao pričati s njom. Edvard je bio vampir, Džejkobova tajna bila je to što je on vukodlak.